# Jean Charlebois
Jean Charlebois, né le 19 avril 1945 à Baie-Saint-Paul au Québec, est un poète et romancier québécois.

## Biographie
Jean Charlebois poursuit des études classiques au Collège Sainte-Marie ainsi qu'au Collège Notre-Dame. Il détient ensuite une licence en lettres de l'Université de Montréal (1971).
En 1974, il signe des textes publicitaires pour la Société d'aménagement de la Baie-James avant de poursuivre son cheminement professionnel à titre de rédacteur traducteur à l'Office nationale du film ainsi qu'à Radio-Québec.
Jean Charlebois collabore régulièrement aux périodiques Liberté, Le Jour ainsi que Le Devoir. En plus de son travail d'écriture, il est écrivain public pour des sociétés publiques et privées. Il signe notamment des chansons pour l'opérock Cartier ainsi que pour l'album Immensément de Robert Charlebois,,.
Les thèmes principaux de ses oeuvres sont l'amour, l'intime et la mort,,.
Charlebois publie de nombreux recueils de poésie dont Popèmes absolument circonstances incontrôlable (Éditions du Noroît, 1972), Tête de bouc (Éditions du Noroît, 1973), Tendresse (Éditions du Noroît, 1976), Hanches neiges (Éditions du Noroît, 1977), Tâche de naissance (Éditions du Noroît, 1986), Corps cible (Éditions du Noroît, 1988), Coeurps : poèmes (L'Hexagone, Paroles d'aube, 1994), En mille miettes (Lanctôt, 2003), Belle amour... (Éditions du Noroît, 2018) ainsi que Au réveil, ce matin, j'avais perdu la vie (Éditions du Noroît, 2021),,,,.
Comme romancier, il fait paraître L'oiselière (L'Hexagone, Paroles d'aube, 1998), Chambres de femmes (La Passe du vent, 2000) ainsi que Elle-aime (Les Heures bleues, La Passe du vent),,,.
Charlebois a aussi publié un recueil de nouvelles qui s'intitule Petites nouvelles (Les Heures bleues, 2006).
Récipiendaire du Grand prix de poésie de la Communauté des télévisions francophones (1985), il est finaliste du Grand Prix littéraire du Journal de Montréal (1991),.

## Œuvres

### Poésie
- Popèmes absolument circonstances incrôlables, Montréal, Éditions du Noroît, 1972, 108 p.
- Tête de bouc, Montréal, Éditions du Noroît, 1973, 94 p.
- Tendresses, Montréal, Éditions du Noroît, 1975, 150 p. (ISBN 0885240081)
- Hanches neige, Montréal, Éditions du Noroît, 1977, 150 p. (ISBN 0885240170)
- Conduite intérieure, Montréal, Éditions du Noroît, 1978, 132 p.
- Plaine lune, suivi de Corps fou, Montréal, Éditions du Noroît, 1980, 108 p. (ISBN 2890180425)
- La Mour, suivi de L'Amort, Montréal, Éditions du Noroît, 1982, 59 p. (ISBN 2890180638)
- Présent !, Montréal, Éditions du Noroît, 1984, 107 p. (ISBN 2890180999)
- Tâche de naissance, avec treize eaux-fortes et une aquarelle de Marc-Antoine Nadeau, Montréal, Éditions du Noroît, 1986, 150 p. (ISBN 2890181243)
- Corps cible, avec une aquarelle de Marc-Antoine Nadeau, Montréal, Éditions du Noroît, 1988, 123 p. (ISBN 2890181510)
- Confidentielles, avec une huile et dix dessins de Marc-Antoine Nadeau, Montréal, Éditions du Noroît, 1990, 117 p. (ISBN 2890182088)
- Coeurps : poèmes, Montréal, L'Hexagone, Vénissieux, Paroles d'aube, 1994, 161 p. (ISBN 2-89006-504-9 et 2-909096-26-2)
- De moins en moins l'amour de plus en plus, avec des dessins de Céline Elce Barrette, Montréal, L'Hexagone, Vénissieux, Paroles d'aube, 1996, 169 p. (ISBN 2-89006-566-9 et 2-909096-60-2)
- Près des yeux, près du coeur, avec des images de Marc-Antoine Nadeau, Montréal, Lanctôt, 2001, 124 p. (ISBN 2-89485-188-X)
- En mille miettes, Montréal, Lanctôt, 2003, 288 p. (ISBN 2-89485-247-9 et 2-89485-243-6)
- Blancbleubrunjaunenoirorangeroserougevert, Montréal, Lanctôt, 2004, 198 p. (ISBN 2-89485-301-7)
- S'ininterrompre tout à coup au beau milieu d'une phrase, avec six tableaux de Françoise Ségard, Montréal, Les Heures bleues, 2010, 103 p. (ISBN 9782922265705)
- Comme au cinéma, avec sept photographies de Michel Tulin, Montréal, Les Heures bleues, 2012, 122 p. (ISBN 978-2-922265-92-7)
- Au même moment : poésies enveloppées de proses, avec une préface de André Brochu ainsi que huit photographies de Michel Tulin, Montréal, Les Heures bleues, 2014, 152 p. (ISBN 9782924277188)
- La nuit comme le jour : vers et prose, avec six tableaux de Charles Lemay, Montréal, Les Heures bleues, Vénissieux, La Passe du vent, 2016, 112 p. (ISBN 9782924537183 et 9782845622845)
- Belle amour..., avec un tableau de Charles Lemay, Montréal, Éditions du Noroît, 2018, 132 p. (ISBN 9782897661427)
- Au réveil, ce matin, j'avais perdu la vie, avec un tableau de Stéphanie Béliveau, Montréal, Éditions du Noroît, Vénissieux, La Passe du vent, 2021, 117 p. (ISBN 9782897662622)

### Romans
- L'oiselière, Montréal, L'Hexagone, Vénissieux, Paroles d'aube, 1998, 219 p. (ISBN 2-89006-593-6 et 2-84384-004-X)
- Chambres de femmes, Vénissieux, La Passe du vent, 2000, 316 p. (ISBN 2-84562-024-1)
- Elle-aime, Montréal, Les Heures bleues, Vénissieux, La Passe du vent, 2007, 221 p. (ISBN 978-2-922265-52-1 et 978-2-84562-127-5)

### Nouvelles
- Petites nouvelles, avec dix illustrations de Madeleine Lemire, Montréal, Les Heures bleues, 2006, 233 p. (ISBN 2-922265-36-6)

## Prix et honneurs
- 1985 - Récipiendaire : Grand prix de poésie de la Communauté des télévisions francophones (pour son poème Ne me touchez pas)[2]
- 1991 - Finaliste : Grand Prix littéraire du Journal de Montréal (pour Confidentielles)[18]